# Judo en los Juegos Panafricanos de 2023
El torneo de judo en los Juegos Panafricanos de 2023 se realizó en Acra (Ghana) entre el 12 y el 15 de marzo de 2024. En total se disputaron en este deporte quince pruebas diferentes, siete masculinas, siete femeninas y una mixta.

## Resultados

### Masculino
| Evento  | Oro                                              | Plata                    | Bronce                                                                           |
| ------- | ------------------------------------------------ | ------------------------ | -------------------------------------------------------------------------------- |
| –60 kg  | Leonardo Barros Atletas Olímpicos Independientes | Fraj Dhouibi Túnez       | Simon Zulu · Zambia · Adel Hamada · Egipto                                       |
| –66 kg  | Steven Mungandu Zambia                           | Aziz Harbi Túnez         | Kais Mudeter Argelia Jason Zacko Ngawili República Centroafricana                |
| –73 kg  | Alaedin Ben Chalbi Túnez                         | Wail Ezin Argelia        | Aden-Alexandre Houssein Yibuti Rodrigo Fernando Atletas Olímpicos Independientes |
| –81 kg  | Abdelrahman Mohamed · Egipto                     | Omar Mahmud · Egipto     | Timothy Meuwsen Sudáfrica Abdoulkader Boubacar Adamou Níger                      |
| –90 kg  | Abdelaziz Ben Amar Túnez                         | Abderahmane Diao Senegal | Yasin Kuraichi · Túnez · Ali Hazem · Egipto                                      |
| –100 kg | Kusay Ben Gares Túnez                            | Abdelá Fala Argelia      | Karim Ibrahim · Egipto · Koffi Kreme Kobena · Costa de Marfil                    |
| +100 kg | Mohamed El-Mehdi Lili Argelia                    | Mbagnick Ndiaye Senegal  | Wahib Hdiuech · Túnez · Mohamed Aborakia · Egipto                                |

### Femenino
| Evento | Oro                               | Plata                                    | Bronce                                                                      |
| ------ | --------------------------------- | ---------------------------------------- | --------------------------------------------------------------------------- |
| –48 kg | Umaima Bediui Túnez               | Priscilla Morand Mauricio                | Geronay Whitebooi Sudáfrica Natacha Razafindrakalo Madagascar               |
| –52 kg | Rahma Tibi Túnez                  | Céline Baba Matia Camerún                | Franca Audu Nigeria Charne Griesel Sudáfrica                                |
| –57 kg | Jasmine Martin Sudáfrica          | Zouleiha Abzetta Dabonne Costa de Marfil | Chaima Sidaui Túnez Mariem Ymur Túnez                                       |
| –63 kg | Amina Belkadi Argelia             | Audrey Etoua Camerún                     | Ons Romdani Túnez Nadia Guimendego República Centroafricana                 |
| –70 kg | Aina Rasoanaivo Razafy Madagascar | Zita Ornella Biami Camerún               | Maram Ymur · Túnez · Farida Magdi · Egipto                                  |
| –78 kg | Marie Branser Guinea              | Arij Akab Túnez                          | Georgika Wesly Djengue · Camerún · Aya Yabalá · Egipto                      |
| +78 kg | Monica Sagna Senegal              | Sara Mzugui Túnez                        | Georgette Sagna Senegal Crislayn Rodrigues Atletas Olímpicos Independientes |

### Mixto
| Evento | Oro | Plata | Bronce |
| ------ | --- | --- | --- |
| Equipo | Abdelaziz Ben Amar Kusay Ben Gares Alaedin Ben Chalbi Aziz Harbi Wahib Hdiuech Yasin Kuraichi Sara Mzugui Ons Romdani Chaima Sidaui Zeineb Trudi Maram Ymur Mariem Ymur Túnez | Faiza Aisahin Amina Belkadi Aguiles Benazug Dyhia Benchalal Zina Buakach Wail Ezin Abdelá Fala Luiza Ichalal Mohamed El-Mehdi Lili Kais Mudeter Abdelhamid Zmit Argelia | Céline Baba Matia · Zita Ornella Biami · Georgika Wesly Djengue · Audrey Etoua · Enzy Kom Teddy · Vladimir Ngueya Naheu · Richelle Soppi Mbella · Franck Tahman Zan · Camerún Mohamed Aborakia · Hanin Altaeb · Zeyad Ayman · Karim Elhagar · Fatma Ganem · Adel Hamada · Ali Hazem · Hadi Husein · Farida Magdi · Tasnim Roshdi · Farah Sharaf · Safa Soliman · Egipto |

## Medallero
| Núm. | País                             | Oro | Plata | Bronce | Total |
| ---- | -------------------------------- | --- | ----- | ------ | ----- |
| 1    | Túnez                            | 6   | 4     | 6      | 16    |
| 2    | Argelia                          | 2   | 3     | 1      | 6     |
| 3    | Senegal                          | 1   | 2     | 1      | 4     |
| 4    | Egipto                           | 1   | 1     | 7      | 9     |
| 5    | Sudáfrica                        | 1   | 0     | 3      | 4     |
| 6    | Atletas Olímpicos Independientes | 1   | 0     | 2      | 3     |
| 7    | Madagascar                       | 1   | 0     | 1      | 2     |
| 7    | Zambia                           | 1   | 0     | 1      | 2     |
| 9    | Guinea                           | 1   | 0     | 0      | 1     |
| 10   | Camerún                          | 0   | 3     | 2      | 5     |
| 11   | Costa de Marfil                  | 0   | 1     | 1      | 2     |
| 12   | Mauricio                         | 0   | 1     | 0      | 1     |
| 13   | República Centroafricana         | 0   | 0     | 2      | 2     |
| 14   | Níger                            | 0   | 0     | 1      | 1     |
| 14   | Nigeria                          | 0   | 0     | 1      | 1     |
| 14   | Yibuti                           | 0   | 0     | 1      | 1     |
|      | TOTAL                            | 15  | 15    | 30     | 60    |